# Querfurt
Querfurt és una població dins del districte (Kreis) de Saalekreis a la part sud de Saxònia-Anhalt, Alemanya. L'any 2005 tenia 12.935 habitants.

## Història
Durant algun temps, Querfurt va ser la capital d'un principat que cobria uns 500 km² amb una població d'unes 20.000 persones. La família governant es va extingir l'any 1496 i va passar a la família Mansfeld. l'any 1635, d'acord amb la Pau de Praga de 1635, va ser cedida a l'Elector de Saxònia, Joan Jordi III. L'any 1746, va ser unit una vegada més a Saxònia. Va ser incorporat a Prússia el 1815.
A Querfurt nasqué Sant Bru de Querfurt

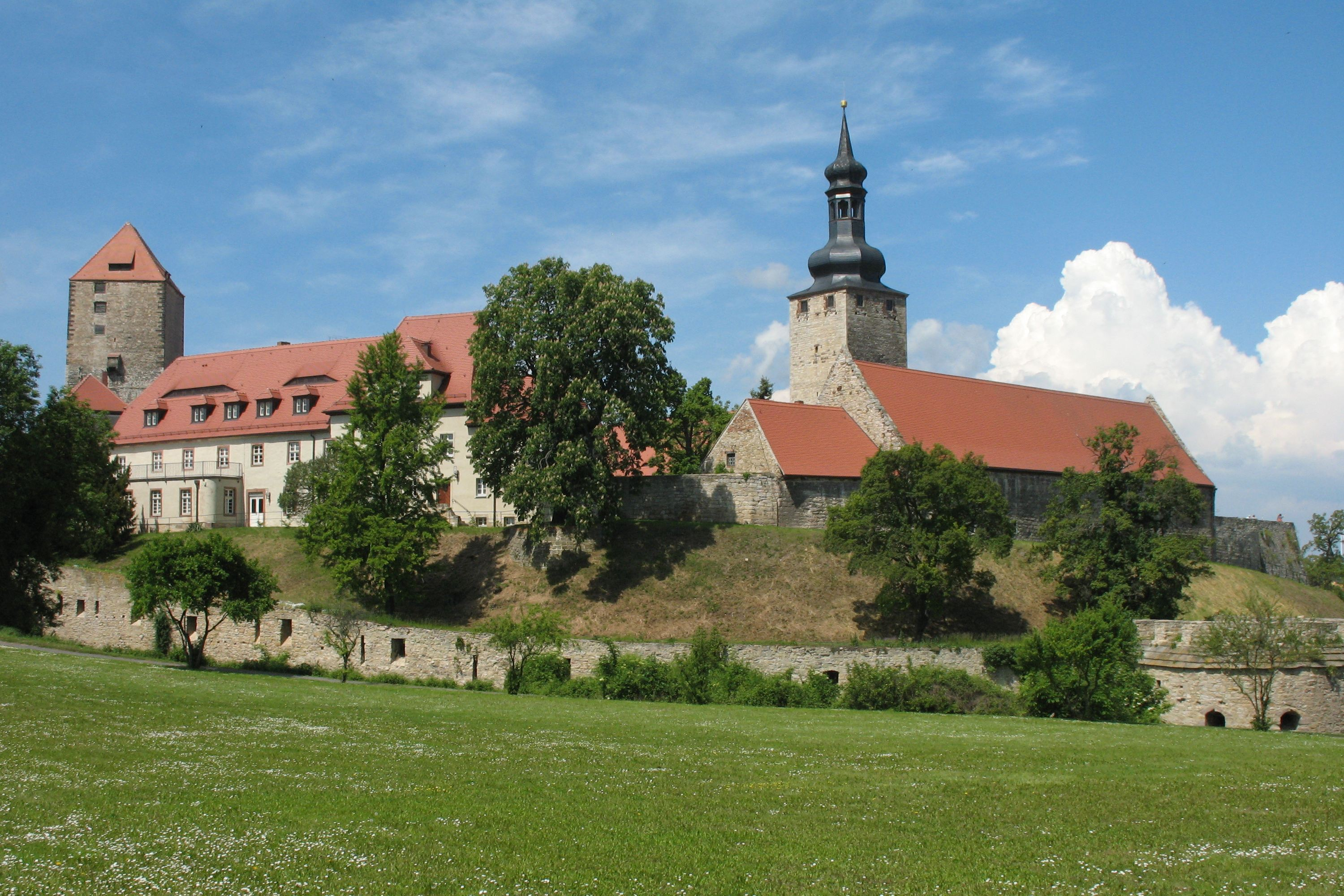
Castell
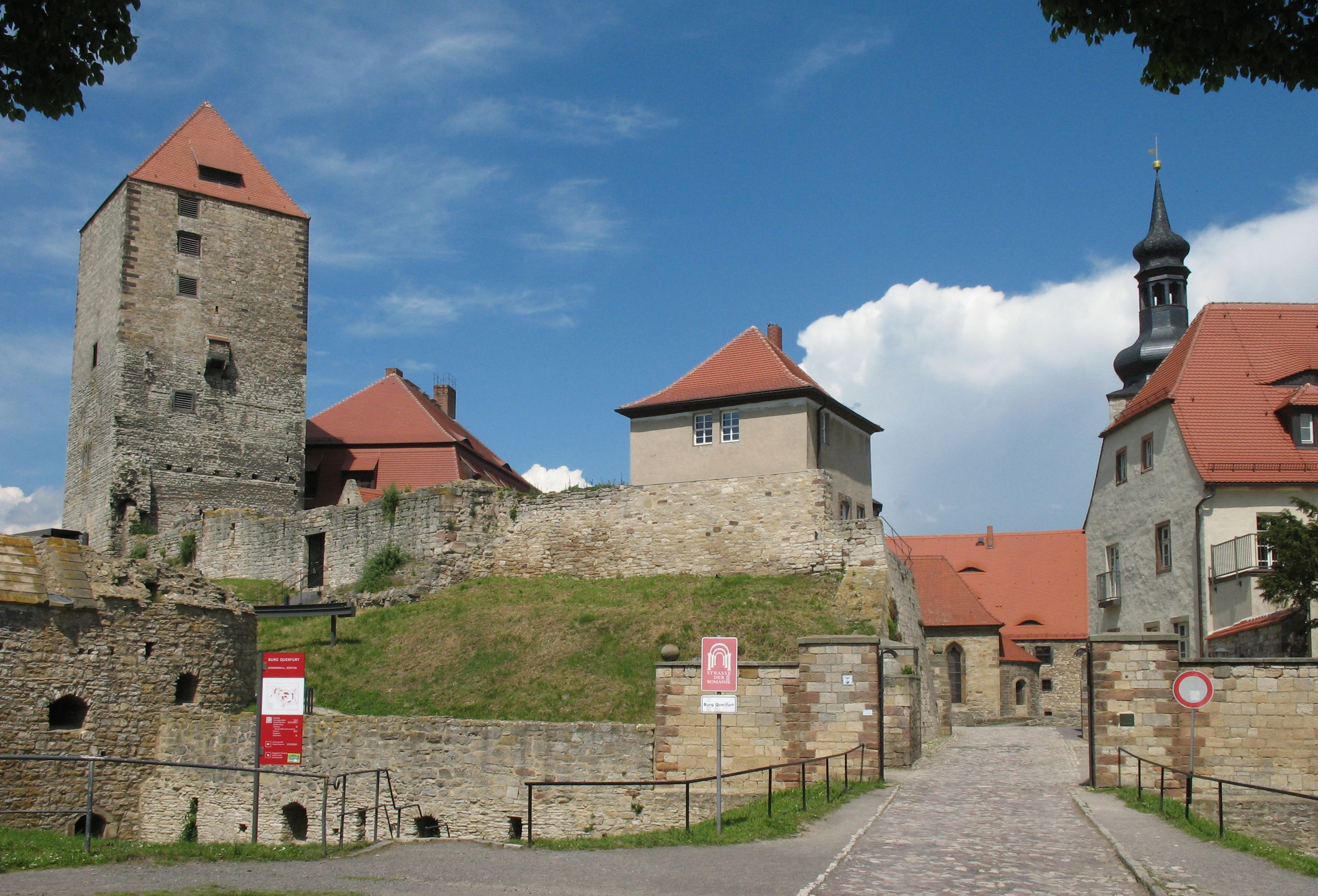
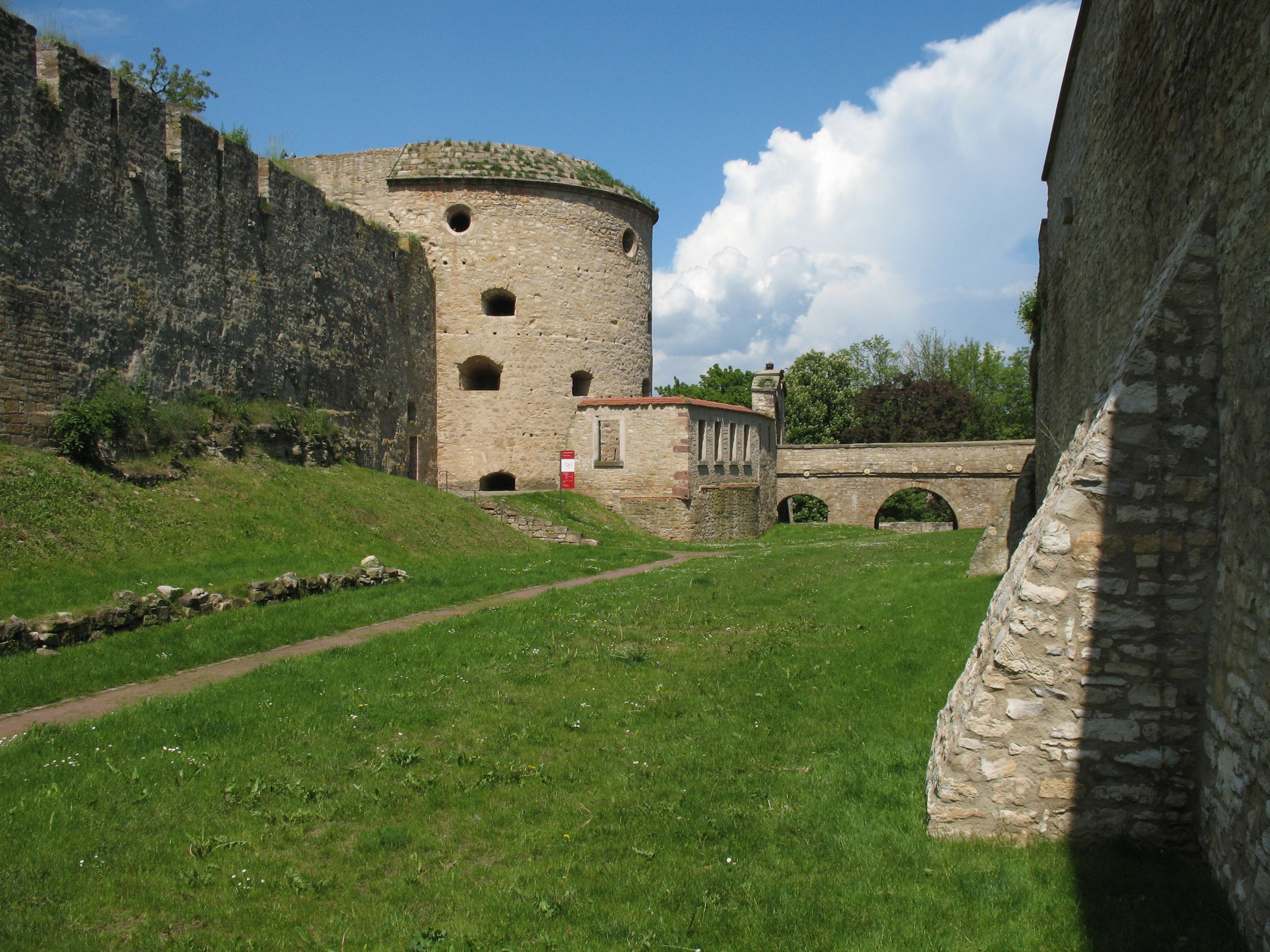
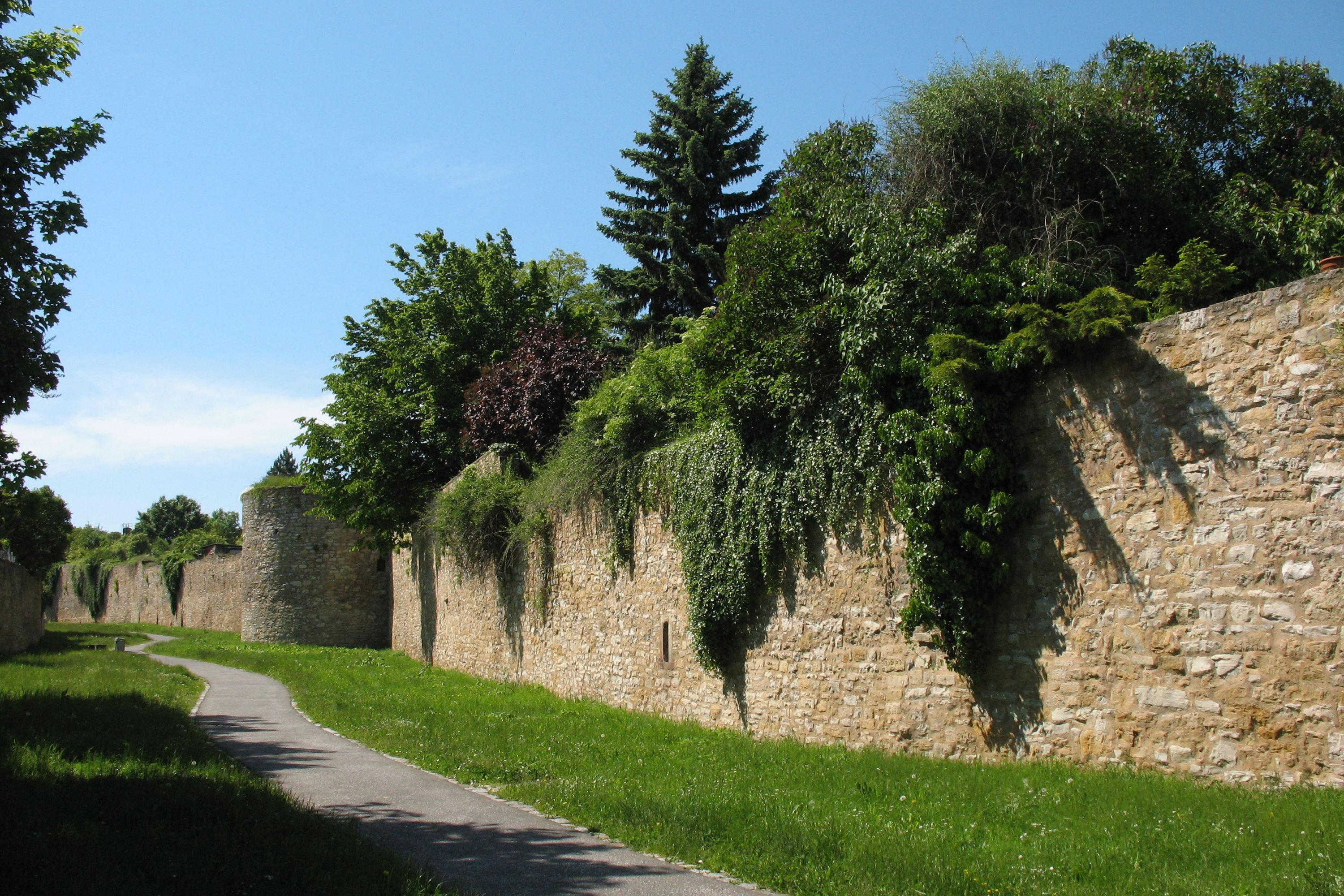
Murades
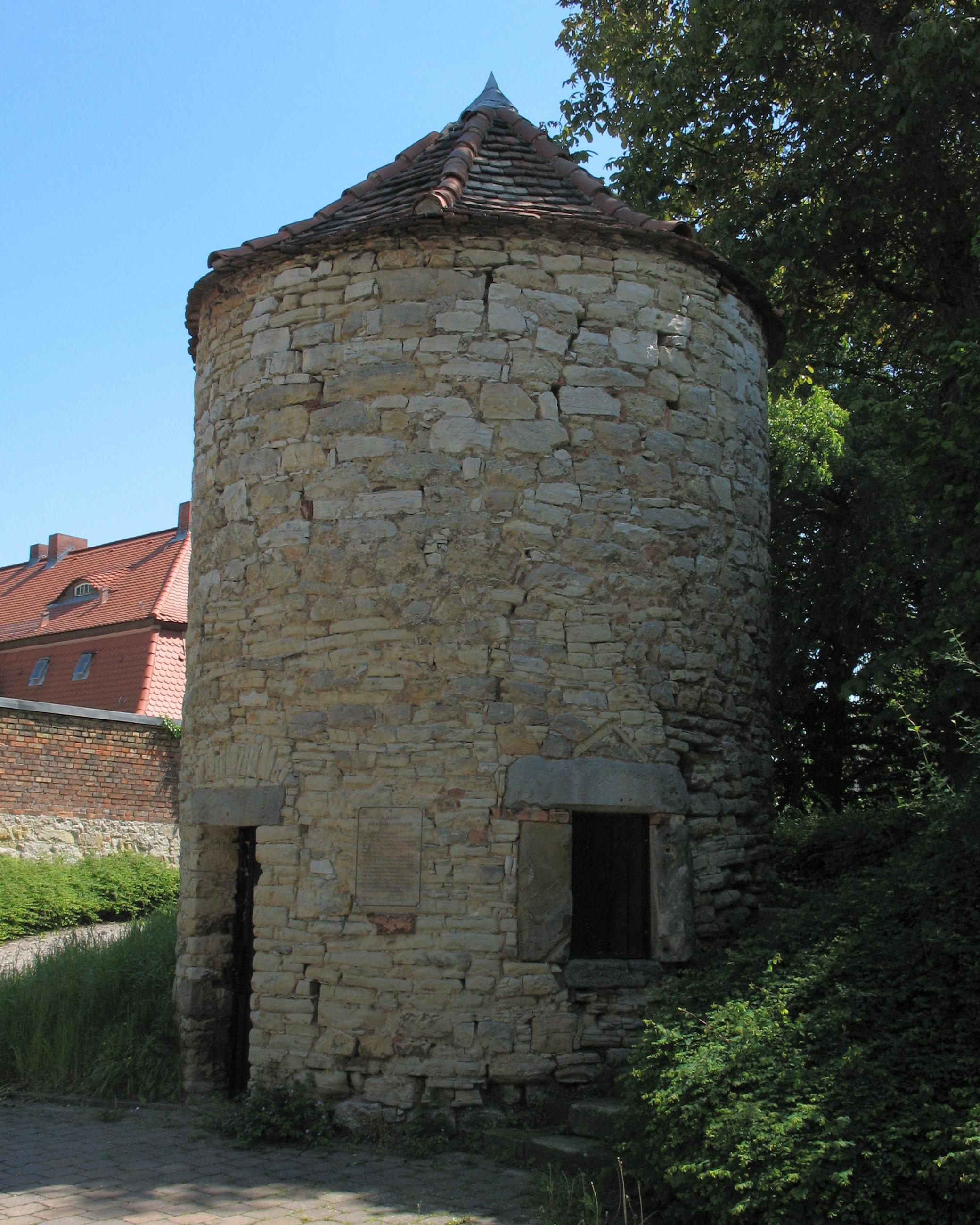
Torre de defensa
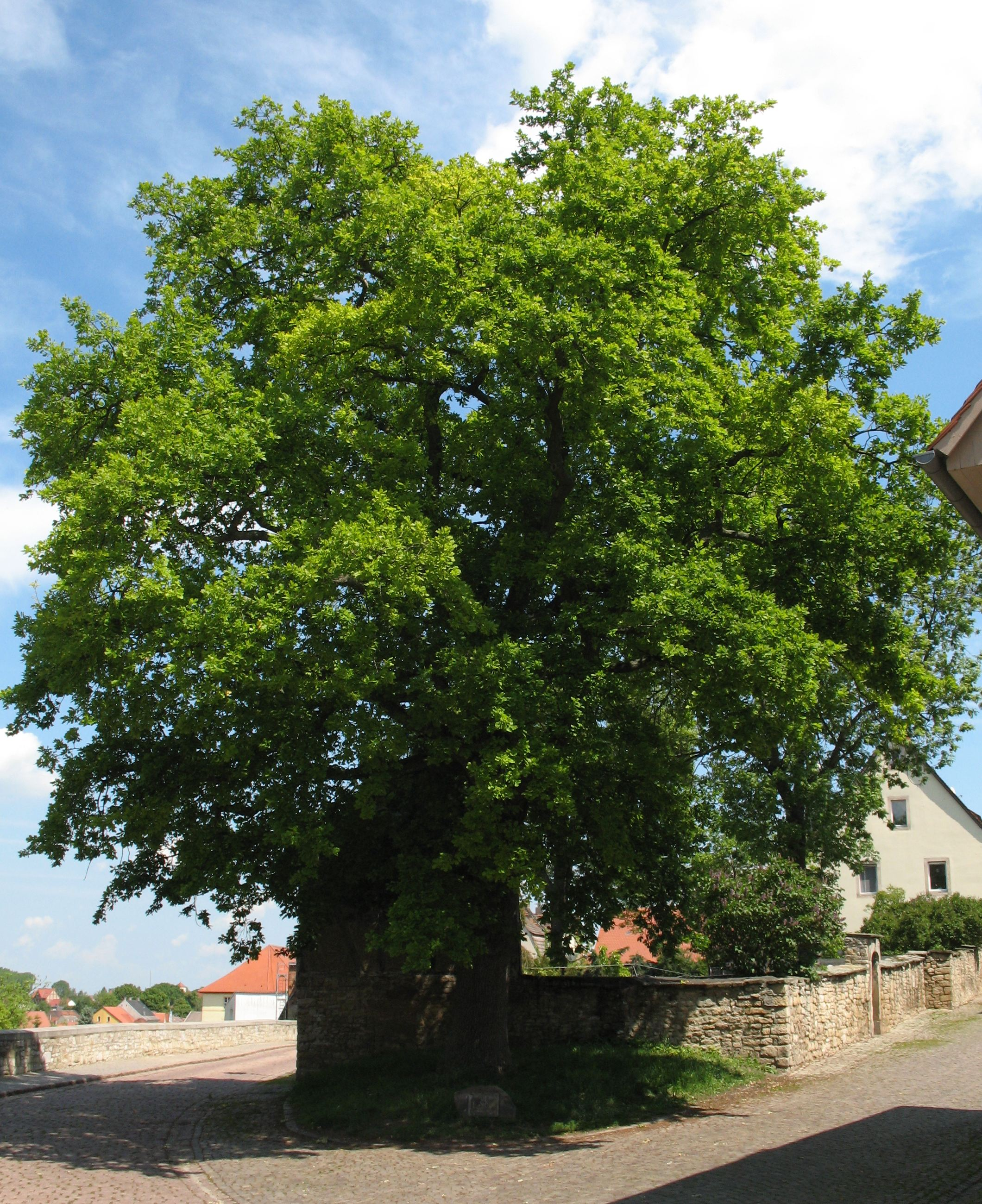
Roure de la pau
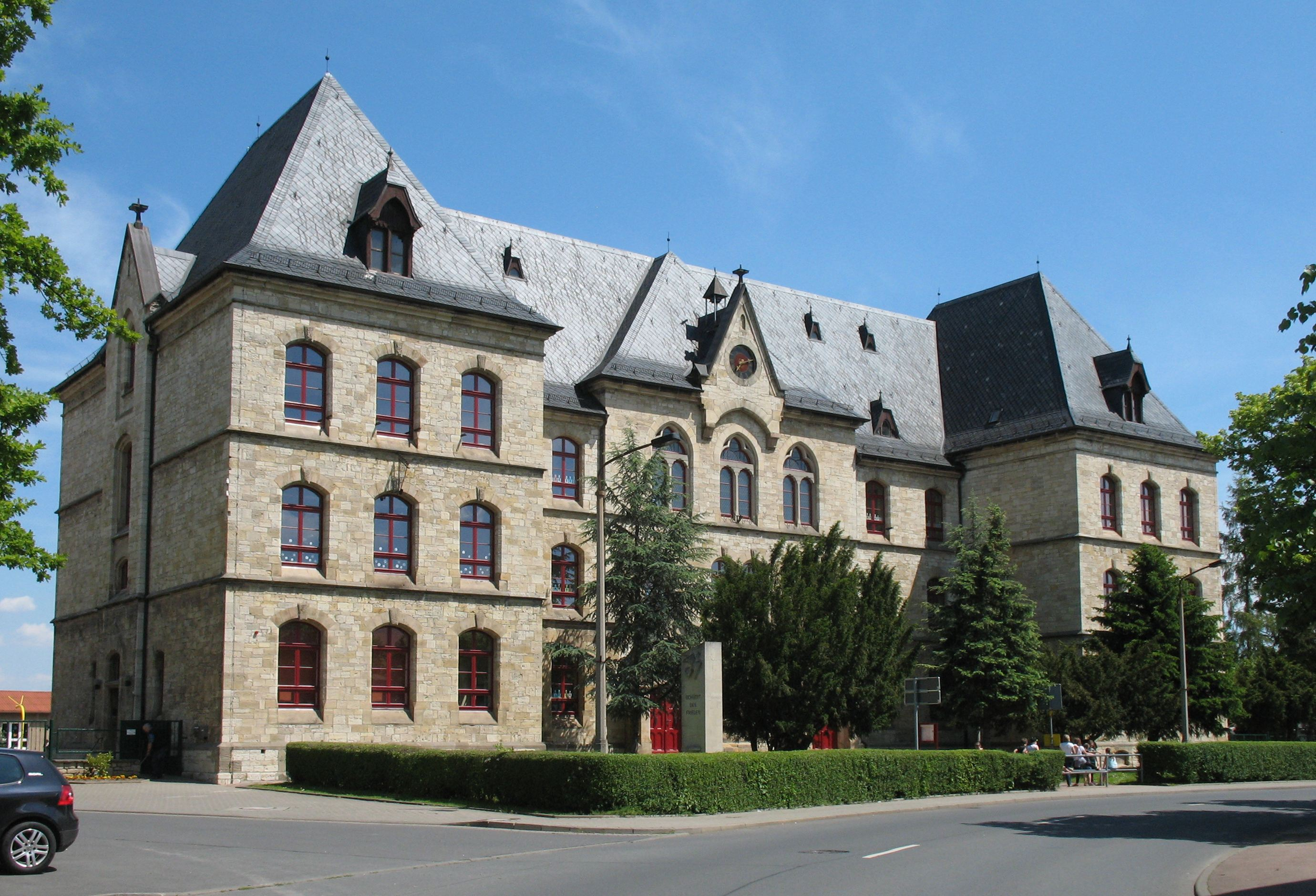
Escola